# سینمای دیجیتال

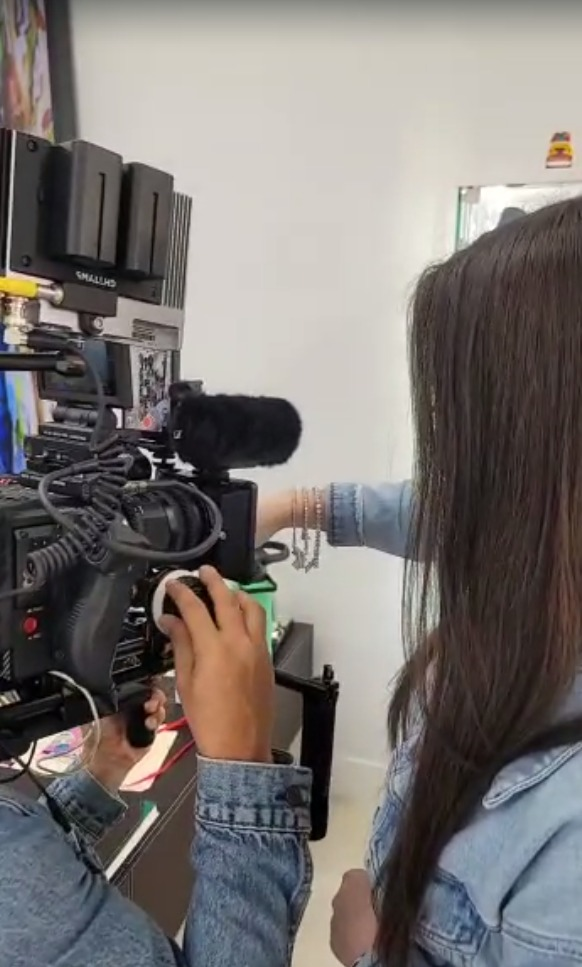
سینماتوگرافی دیجیتال توسط دوربین های مدرن

سینمای دیجیتال (به انگلیسی: Digital cinema یا به‌صورت مخفف D-cinema) نسل جدید از سینماها می‌باشد که از فناوری فرمت‌های دیجیتال نرمالیزه برای اکران کردن فیلم‌ها استفاده می‌شود..برای اکران کردن فیلم در سینمایی دیجتال از پروژکتورهای حرفه‌ای استفاده می‌شود که قادر به پخش فیلم‌های 3بعدی هم هستند.